# 에코델타시티
에코델타시티(Eco - Delta - city)는 부산광역시 강서구에 조성예정인 대규모 친환경 수변 신도시이다. 시행자는 K-water(85%), 부산도시공사(15%)고 주거시설, 업무시설 등 기타시설이 들어설 예정이다.

## 역사
2016년 11월부터 본격적으로 공사가 시작되었다. 2017년 이후 건물들이 올라가면 2023년에 완공 예정이다.